# Aeroportul Sovetsky
Aeroportul Sovetsky (IATA: OVS, ICAO: USHS) este un aeroport din Sovetski⁠(d), Gorodskoe poselenie Sovetski⁠(d), Sovetski raion⁠(d), Districtul autonom Hantî-Mansi, Regiunea Tiumen, Rusia ce deservește zona Sovetski⁠(d). Aeroportul a fost tranzitat în 2017 de 48.338 de pasageri. A fost numit după zona deservită.
Situat la o altitudine de 107 m, aeroportul dispune de o singură pistă.